# Bayhaq
Bayhaq è una regione storica rurale (rostāq) dell'Iran, nell'odierno Razavi Khorasan, posta tra lo shahrestān di Nishapur e quello di Sabzevar. Le città di Sabzevar e Ḵosrowjerd, separate da due sole parasanghe di distanza (ca. 12 chilometri), erano i due centri urbani della regione. 
I geografi antichi che hanno menzionato questa zona l'hanno definita prevalentemente agricola, con alcune manifatture della seta. Il rostāq si estendeva per 25 parasanghe e comprendeva, secondo Yāqūt, 321 villaggi (sebbene solamente 40 dipendessero da esso, come afferma Mostawfī circa cento anni dopo). Le mura di Bayhaq (intesa come città di Sabzevar), precedentemente piuttosto deboli, vennero rafforzate dal visir selgiuchide Neẓām al-Molk nel 1071-1072, venendo in seguito smantellate da Arslān Arḡun bin Alp Arslān. La loro ricostruzione deve essere avvenuta in tempi piuttosto rapidi, come dimostrano successivi eventi storici che coinvolsero la città. 
L'importanza strategica di Bayhaq deriva dalla sua posizione, che le consentiva di controllare la grande strada che passava attraverso le pendici settentrionali del deserto Dasht-e Kavir, collegando Ray e le provincie occidentali con Nishapur e il Khorasan. La sua importanza anche come centro di cultura è chiaramente indicata dal numero di ʿolamāʾ e letterati provenienti da questa zona ("innumerable", afferma Yāqūt), così come lo storico dei ghaznavidi Abul-Fazl Bayhaqi (nato nel villaggio di Ḥāreṯābād), e numerosi esperti di tradizioni e leggi, come lo Shafeʿita faqīh Aḥmad bin Ḥosayn Bayhaqī (morto nel 1066). La causa di questa fiorente attività culturale è da rintracciarsi nell'emigrazione di numerosi ʿAlid sayyed durante il periodo Taheride, solitamente da Nishapur, che gradualmente trasformarono Bayhaq in un centro dello Shiʿismo come viene confermato da Mostawfī, nel XIV secolo.

## Storia
La conoscenza storica della città è, paragonata a quella di altre città di modeste dimensioni dello stesso periodo in Iran, molto ricca. Tale conoscenza deriva dall'opera compilata nel 1167/68 dallo studioso locale ʿAlī ibn Zayd Bayhaqī, noto anche come Ibn Funduq. Dal suo libro apprendiamo la resa della città, nel 650-651 al generale arabo ʿAbd-Allāh bin ʿĀmer bin Korayz, dopo una resistenza iniziale e l'accettazione del pagamento di un tributo. Al tempo di ʿAbd-Allāh b. Ṭāher (primi anni del IX secolo), il distretto comprendeva 395 villaggi, dei quali 321 pagavano il ḵarāj, per un totale di 178796 dirham. Altri 24 villaggi pagavano lo ʿošr per un ammontare di 57800 dirham. Nell'828, durante la ribellione kharigita di Ḥamza bin Āḏarak, Bayhaq venne saccheggiata dai settari, che distrussero la moschea del venerdì. La lotta tra fazioni (ʿaṣabīya) che imperversò nel Khorasan nei secoli successivi si ripercosse su Bayhaq, che fece da sfondo alla lotta tra gli adepti del movimento Karramiyya, i gruppi sunniti ortodossi e quelli sciiti. Quando gli Oghuz sotto Toghrul Beg fecero la loro comparsa nel Khorasan verso il 1030,  Bayhaq fu colpita a tal punto dai saccheggi turcomanni e dei loro rivali ghaznavidi che per sette anni fu impossibile coltivare le terre. Durante i disordini nel Khorasan che si accompagnarono al declino e alla scomparsa del potere dei Selgiuchidi durante la seconda metà del XII secolo Bayhaq fu nuovamente colpita. Venne assediata e saccheggiata nel 1153-54 dal Ḵᵛārazmšāh Yinaltigin, fratello di Atsïz bin Moḥammad; nuovamente nel 1165-1167 dal comandante turco Ay Aba, rivale del Ḵᵛārazmšāh Il-Arslān. Con l'arrivo dei Mongoli nel Khorasan nel 1220, Bayhaq venne presa da Börkey Noyan, subendo il massacro di 70000 cittadini.
In seguito, sotto il governo dell'Ilkhanato la città rifiorì. Coniazioni di monete sono attestate a Sabzevar a partire dal regno di Abaqa (1265-1282), continuando con i Sarbadar e i Timuridi fino ai Safavidi (l'ultima coniazione risale al 1528-1529). Appare evidente che quello Sabzevar era un distretto prospero, beneficiando inoltre del fatto di essere la regione di origine dei Sarbadaridi, che governarono il Khorasan durante il XIV secolo. Sotto i Safavidi si ebbero scontri a Sabzevar tra gli Uzbeki e gli shahs. La città venne danneggiata nel 1581 dall'esercito di Moḥammad Shah, e nel 1595-96 dall'esercito dell'uzbeco ʿAbd-al-Moʾmen Khan.
Sabzevar aveva una popolazione, nel 1951, di 28 151 abitanti  a fronte dei 200 994 del 1345; a livello amministrativo la città è parte del distretto omonimo (baḵš) parte della provincia del Razavi Khorasan.